# The Black Light
The Black Light je drugi studijski album američkog americana/indie rock sastava Calexico objavljen 19. svibnja 1998. u izdanju Quarterstick Recordsa. Album je uglavnom instrumentalan uz nekoliko iznimki u kojima se pojavljuje vokal Joeyja Burnsa. Vokalne pjesme bave se temama nasilja, pića, doslovnih i metaforičnih slijepih ulica te kriminalom. Pjesma "Minas de Cobre (For Better Metal)" korištena je u epizodi Obitelji Soprano, "Kennedy and Heidi".

## Popis pjesama
| 1.    | »Gypsy's Curse«                     | Burns             | 4:17 |
| 2.    | »Fake Fur«                          | Burns             | 2:36 |
| 3.    | »The Ride (Part 2)«                 | Burns             | 3:08 |
| 4.    | »Where Water Flows«                 | Burns, Convertino | 1:57 |
| 5.    | »The Black Light«                   | Burns, Convertino | 3:20 |
| 6.    | »Sideshow«                          | Burns, Convertino | 2:20 |
| 7.    | »Chach«                             | Burns, Convertino | 3:32 |
| 8.    | »Missing«                           | Burns             | 6:10 |
| 9.    | »Minas de Cobre (For Better Metal)« | Burns             | 3:08 |
| 10.   | »Over Your Shoulder«                | Burns             | 4:10 |
| 11.   | »Vinegaroon«                        | Burns, Convertino | 1:06 |
| 12.   | »Trigger«                           | Burns             | 2:34 |
| 13.   | »Sprawl«                            | Convertino        | 1:27 |
| 14.   | »Stray«                             | Burns             | 2:54 |
| 15.   | »Old Man Waltz«                     | Convertino        | 2:29 |
| 16.   | »Bloodflow«                         | Burns             | 5:09 |
| 17.   | »Frontera«                          | Burns             | 4:19 |
| 54:90 |                                     |                   |      |

## Zasluge

### Calexico
- Joey Burns - vokali, dupli bas, gitara, čelo, mandolina, harmonika, klavijature, steel gitara, perkusije
- John Convertino - bubnjevi, vibrafon, marimba, harmonika, perkusije, thunder drum

### Dodatno osoblje
- Howe Gelb - klavir, električne orgulje
- Nick Luca - španjolska gitara
- Gabriel Landin - gitaron
- Neil Harry - pedal steel gitara
- Bridget Keating - violina
- Rigo Pedroza, Fernando Sanchez, Al Tapatio - trube
- Tasha Bundy - prateći vokali
- Stephanie Nelson - fuzz vox

### Produkcija
- Joey Burns i John Convertino - producenti
- Craig Schumacher i Nick Luca - tehničari
- Miksano u Wavelab Studios, Tucson, Arizona

## Recenzije
Recenzije su isticale kako album zbog svoje instrumentalne prirode zvuči kao soundtrack za film. Tako je Joshua Klein s A.V. Cluba napisao: "Calexico stvara glazbu za filmove koji još uvijek nisu snimljeni [...] sastav svira glazbu koja je prepoznatljivija po onome na što asocira nego što stvarno zvuči. Slušanje The Black Light jednako je posjećivanju napuštenog seta zaboravljenog vesterna."
Jason Ankeny s All Musica u svojoj je recenziji napisao: "Dublji i bogatiji od njihova debija, Spoke, Calexicov se drugi album nadovezuje na osunčani, filmski zvuk od prije uz dodatak latinskih jazz ritmova, mariachi truba i pedal steela."

## Vanjske poveznice
- Albumi Calexica